# 全球華人反邪教聯盟
全球華人反邪教聯盟（Chinese Anti-Cult World Alliance）是一個由美籍華人創立的反法輪功組織。該組織認為法輪功是邪教，並且損害了中國人在海外的形象。法輪功方面則認為該組織和北京當局有密切聯繫，係其爪牙。全球華人反邪教聯盟和法輪功方面均指責對方對己方進行了威脅或攻擊。2016年，法輪功支持者以「妨害宗教自由」為名在紐約起訴全球華人反邪教聯盟。2021年法轮功起诉失败。